# Prêmio O Cara da Rodada de 2015
O prêmio O Cara da Rodada de 2015 é a quarta edição deste prêmio, que é uma condecoração dada pelo diário esportivo Lance! ao futebolista mais votado no LANCE!Net após uma rodada do Campeonato Brasileiro de Futebol de 2015 - Série A.
Neste ano, o critério de inclusão do jogador entre os que disputam "O Cara da Rodada" é a mesma do ano anterior. Uma equipe de jornalistas do periódico Lance! elenca os jogadores mais bem avaliados na rodada, sem contar a posição que o atleta joga. O vencedor é definido por voto popular no site do periódico.

## Vencedores
| Rodada | Ranking | Jogador            | Equipe              | % Votos | Ref.   |
| ------ | ------- | ------------------ | ------------------- | ------- | ------ |
| 1ª     | 1       | Alexandre Pato     | São Paulo           | 27,91%  | [ 2 ]  |
| 1ª     | 2       | Diego Souza        | Sport               | 23,59   | [ 2 ]  |
| 1ª     | 3       | Luis Fabiano       | São Paulo           | 18,27   | [ 2 ]  |
| 2ª     | 1       | Rogério Ceni       | São Paulo           | 29%     | [ 3 ]  |
| 2ª     | 2       | Jemerson           | Atlético Mineiro    | 11%     | [ 3 ]  |
| 2ª     | 3       | Luan               | Fluminense          | 11%     | [ 3 ]  |
| 3ª     | 1       | Alexandre Pato     | São Paulo           | 20%     | [ 4 ]  |
| 3ª     | 2       | Michel Bastos      | São Paulo           | 19,99%  | [ 4 ]  |
| 3ª     | 3       | Hugo               | Avaí                | 12%     | [ 4 ]  |
| 4ª     | 1       | Valdivia           | Palmeiras           | 21%     | [ 5 ]  |
| 4ª     | 2       | Zé Roberto         | Palmeiras           | 19%     | [ 5 ]  |
| 4ª     | 3       | Rafael Marques     | Palmeiras           | 18%     | [ 5 ]  |
| 5ª     | 1       | Fred               | Fluminense          | 18%     | [ 6 ]  |
| 5ª     | 2       | Vinicius           | Fluminense          | 17,99%  | [ 6 ]  |
| 5ª     | 3       | Luan               | Atlético Mineiro    | 11%     | [ 6 ]  |
| 6ª     | 1       | Gabriel Xavier     | Cruzeiro            | 25%     | [ 7 ]  |
| 6ª     | 2       | Marquinhos         | Cruzeiro            | 18%     | [ 7 ]  |
| 6ª     | 3       | Luis Fabiano       | São Paulo           | 16%     | [ 7 ]  |
| 7ª     | 1       | Souza              | São Paulo           | 15%     | [ 8 ]  |
| 7ª     | 2       | Renato Augusto     | Corinthians         | 14%     | [ 8 ]  |
| 7ª     | 3       | Cristaldo          | Atlético Mineiro    | 12%     | [ 8 ]  |
| 8ª     | 1       | Vinicius           | Fluminense          | 30%     | [ 9 ]  |
| 8ª     | 2       | Wellington Silva   | Fluminense          | 26%     | [ 9 ]  |
| 8ª     | 3       | Lucas Pratto       | Atlético Mineiro    | 11%     | [ 9 ]  |
| 9ª     | 1       | Egídio             | Palmeiras           | 24%     | [ 10 ] |
| 9ª     | 2       | Rafael Marques     | Palmeiras           | 20%     | [ 10 ] |
| 9ª     | 3       | Arouca             | Palmeiras           | 18%     | [ 10 ] |
| 10ª    | 1       | Egídio             | Palmeiras           | 21%     | [ 11 ] |
| 10ª    | 2       | Emerson Sheik      | Flamengo            | 12%     | [ 11 ] |
| 10ª    | 3       | Jadson             | Corinthians         | 11%     | [ 11 ] |
| 11ª    | 1       | Rafael Marques     | Palmeiras           | 29%     | [ 12 ] |
| 11ª    | 2       | Dudu               | Palmeiras           | 28,99%  | [ 12 ] |
| 11ª    | 3       | De Arrascaeta      | Cruzeiro            | 10%     | [ 12 ] |
| 12ª    | 1       | Rafael Marques     | Palmeiras           | 20%     | [ 13 ] |
| 12ª    | 2       | Paolo Guerrero     | Flamengo            | 18%     | [ 13 ] |
| 12ª    | 3       | Everton            | Flamengo            | 12%     | [ 13 ] |
| 13ª    | 1       | Fernando Prass     | Palmeiras           | 19%     | [ 14 ] |
| 13ª    | 2       | Alexandre Pato     | São Paulo           | 16%     | [ 14 ] |
| 13ª    | 3       | Leandro Pereira    | Palmeiras           | 15,99%  | [ 14 ] |
| 14ª    | 1       | Leandro Pereira    | Palmeiras           | 17%     | [ 15 ] |
| 14ª    | 2       | Jhon Cley          | Vasco da Gama       | 16%     | [ 15 ] |
| 14ª    | 3       | Paolo Guerrero     | Flamengo            | 13%     | [ 15 ] |
| 15ª    | 1       | Leandro Pereira    | Palmeiras           | 19%     | [ 16 ] |
| 15ª    | 2       | Dudu               | Palmeiras           | 18%     | [ 16 ] |
| 15ª    | 3       | Victor Ramos       | Palmeiras           | 15%     | [ 16 ] |
| 16ª    | 1       | Walter             | Atlético Paranaense | 18%     | [ 17 ] |
| 16ª    | 2       | Elias              | Corinthians         | 14%     | [ 17 ] |
| 16ª    | 3       | Lucas Pratto       | Atlético Mineiro    | 13,99%  | [ 17 ] |
| 17ª    | 1       | Alisson            | Cruzeiro            | 25%     | [ 18 ] |
| 17ª    | 2       | Geuvanio           | Santos              | 19%     | [ 18 ] |
| 17ª    | 3       | Luan               | Grêmio              | 10%     | [ 18 ] |
| 18ª    | 1       | Luciano            | Corinthians         | 19%     | [ 19 ] |
| 18ª    | 2       | Jádson             | Corinthians         | 17%     | [ 19 ] |
| 18ª    | 3       | Marcelinho Paraíba | Joinville           | 14%     | [ 19 ] |
| 19ª    | 1       | Luciano            | Corinthians         | 23%     | [ 20 ] |
| 19ª    | 2       | Cássio             | Corinthians         | 16%     | [ 20 ] |
| 19ª    | 3       | Cícero             | Fluminense          | 13%     | [ 20 ] |

| Rodada | Ranking | Jogador          | Equipe           | % Votos | Ref.   |
| ------ | ------- | ---------------- | ---------------- | ------- | ------ |
| 20ª    | 1       | Vagner Love      | Corinthians      | 20%     | [ 21 ] |
| 20ª    | 2       | Jadson           | Corinthians      | 17%     | [ 21 ] |
| 20ª    | 3       | Lucas Lima       | Santos           | 12%     | [ 21 ] |
| 21ª    | 1       | Ricardo Oliveira | Santos           | 53%     | [ 22 ] |
| 21ª    | 2       | Gabriel Jesus    | Palmeiras        | 10%     | [ 22 ] |
| 21ª    | 3       | Dudu             | Palmeiras        | 8%      | [ 22 ] |
| 22ª    | 1       | Ricardo Oliveira | Santos           | 23%     | [ 23 ] |
| 22ª    | 2       | Marciel          | Corinthians      | 18%     | [ 23 ] |
| 22ª    | 3       | Kayke            | Flamengo         | 11%     | [ 23 ] |
| 23ª    | 1       | Dudu             | Palmeiras        | 17%     | [ 24 ] |
| 23ª    | 2       | Kayke            | Flamengo         | 15%     | [ 24 ] |
| 23ª    | 3       | Rogério          | São Paulo        | 12%     | [ 24 ] |
| 24ª    | 1       | Alan Patrick     | Flamengo         | 26%     | [ 25 ] |
| 24ª    | 2       | Luiz Antônio     | Flamengo         | 22%     | [ 25 ] |
| 24ª    | 3       | Renato           | Santos           | 8%      | [ 25 ] |
| 25ª    | 1       | Alexandre Pato   | São Paulo        | 15%     | [ 26 ] |
| 25ª    | 2       | Breno            | São Paulo        | 13%     | [ 26 ] |
| 25ª    | 3       | Thiago Mendes    | São Paulo        | 13%     | [ 26 ] |
| 26ª    | 1       | Lucas Lima       | Santos           | 15%     | [ 27 ] |
| 26ª    | 2       | Breno            | São Paulo        | 13%     | [ 27 ] |
| 26ª    | 3       | Thiago Mendes    | São Paulo        | 13%     | [ 27 ] |
| 27ª    | 1       | Lucas Barrios    | Palmeiras        | 19%     | [ 28 ] |
| 27ª    | 2       | Jadson           | Corinthians      | 16%     | [ 28 ] |
| 27ª    | 3       | Renato Augusto   | Corinthians      | 14%     | [ 28 ] |
| 28ª    | 1       | Robinho          | Palmeiras        | 16%     | [ 29 ] |
| 28ª    | 2       | Renato Augusto   | Corinthians      | 16%     | [ 29 ] |
| 28ª    | 3       | Jadson           | Corinthians      | 16%     | [ 29 ] |
| 29ª    | 1       | Lucas Pratto     | Atlético Mineiro | 18%     | [ 30 ] |
| 29ª    | 2       | Rogério          | São Paulo        | 13%     | [ 30 ] |
| 29ª    | 3       | Lucas Lima       | Santos           | 11%     | [ 30 ] |
| 30ª    | 1       | Fred             | Fluminense       | 19%     | [ 31 ] |
| 30ª    | 2       | Breno            | São Paulo        | 13%     | [ 31 ] |
| 30ª    | 3       | Thiago Mendes    | São Paulo        | 13%     | [ 31 ] |
| 31ª    | 1       | Renato Augusto   | Corinthians      | 16%     | [ 32 ] |
| 31ª    | 2       | Vagner Love      | Corinthians      | 13%     | [ 32 ] |
| 31ª    | 3       | Ricardo Oliveira | Corinthians      | 12%     | [ 32 ] |
| 32ª    | 1       | Alexandre Pato   | São Paulo        | 27%     | [ 33 ] |
| 32ª    | 2       | Gil              | Corinthians      | 13%     | [ 33 ] |
| 32ª    | 3       | Danilo Fernandes | Sport            | 13%     | [ 33 ] |
| 33ª    | 1       | Jadson           | Corinthians      | 15%     | [ 34 ] |
| 33ª    | 2       | Breno            | São Paulo        | 13%     | [ 34 ] |
| 33ª    | 3       | Thiago Mendes    | São Paulo        | 13%     | [ 34 ] |
| 34ª    | 1       | Nenê             | Vasco da Gama    | 37%     | [ 35 ] |
| 34ª    | 2       | Denis            | São Paulo        | 22%     | [ 35 ] |
| 34ª    | 3       | Alan Patrick     | Flamengo         | 18%     | [ 35 ] |
| 35ª    | 1       | Alan Kardec      | São Paulo        | 46%     | [ 36 ] |
| 35ª    | 2       | Vagner Love      | Corinthians      | 33%     | [ 36 ] |
| 35ª    | 3       | Vanderlei        | Santos           | 9%      | [ 36 ] |
| 36ª    | 1       | Ángel Romero     | Corinthians      | 71%     | [ 37 ] |
| 36ª    | 2       | Nenê             | Vasco da Gama    | 7%      | [ 37 ] |
| 36ª    | 3       | Cassio           | Corinthians      | 7%      | [ 37 ] |
| 37ª    | 1       | Thiago Mendes    | São Paulo        | 37%     | [ 38 ] |
| 37ª    | 2       | Nenê             | Vasco da Gama    | 18%     | [ 38 ] |
| 37ª    | 3       | Fred             | Goiás            | 17%     | [ 38 ] |